# Џорџина (Онтарио)
Џорџина (енгл. Georgina) је градић у Канади у покрајини Онтарио. Према резултатима пописа 2011. у граду је живело 43.517 становника.

## Становништво
Према резултатима пописа становништва из 2011. у граду је живело 43.517 становника, што је за 2,8% више у односу на попис из 2006. када је регистровано 42.346 житеља.
| 2006.  | 2011.  |
| ------ | ------ |
| 42.346 | 43.517 |